# Karl Lehmann (Jurist)
Karl Lehmann (* 11. Oktober 1858 in  Tuchel (Westpreußen); † 5. April 1918 in Bonn) war ein deutscher Rechtswissenschaftler und Rektor der Universität Rostock.

## Leben
Lehmann studierte an den Universitäten in  Berlin, Leipzig und München Rechtswissenschaften. In Leipzig wurde er Mitglied der Landsmannschaft Mecklenburgia. Im Jahr 1882 wurde Lehmann in München mit einer Dissertation über Verlobungen und Hochzeiten nach den nordgermanischen Rechtsquellen promoviert. Nach der Habilitation 1885 zum Thema Königsfrieden der Nordgermanen war Lehmann drei Jahre als Privatdozent an der Juristischen Fakultät in Berlin tätig, bevor er 1888 den Ruf auf eine ordentliche Professur an die Universität Rostock erhielt. Hier forschte und lehrte Lehmann geltendes Handelsrecht und dem Recht der Aktiengesellschaften. Daneben konzentrierte sich Lehmann auf die Rechtshistorie mit dem Fokus auf die germanische Rechtsgeschichte, das langobardische Lehnsrecht und die Rechte der Nordgermanen. 
1904 wurde Lehmann zum Rektor der Universität Rostock gewählt. 1911 folgte er dem Ruf an die Universität Göttingen. Außeruniversitär betätigte sich Lehmann als Mitglied des Landesausschusses des Deutschen Flottenvereins und als Abteilungsleiter der Deutschen Kolonialgesellschaft. Auf seinen Wunsch hin wurde Lehmann in Rostock beigesetzt. 
Er war seit 1888 mit der Künstlerin und Autorin Henni Lehmann verheiratet und verbrachte mit ihr viel Zeit auf Hiddensee. Ihre gemeinsamen Kinder waren die Sprachwissenschaftlerin Eva Fiesel und der Archäologe Karl Lehmann.